# Леденика България
„Леденика България 1964“ ЕООД е еднолично дружество с ограничена отговорност, създадено през 2009 г. със седалище: град София, с основна производствена база в град Мездра и с основен предмет на дейност: производство и продажба на бира.
Дружеството е продължител на пивоварните традиции и частен правоприемник на част от активите на Държавна пивоварна фабрика „Леденика“ (1964 -1968), Държавен пивоварен завод „Леденика“ (1968-1990), Държавна фирма „Леденика“ (1990-1992) „Леденика“ЕООД (1991-1996), „Леденика“ЕАД (1996-1998), „Леденика“АД (1998-2004) и „Леденика и ММ“АД (2004-2013).

## История на Пивоварна „Леденика“

### 1962-1990
Около 1960 г. консумацията на бира в България се увеличава. Съществуващите по това време мощности не са в състояние да задоволят потребителското търсене, особено в Северозападна България, където работи единствено ломската пивоварна „Дунав“, с капацитет 4 млн.бира годишно. поради това с Разпореждане № 1731/27.10.1962 г. Министерския съвет взема решение за преустройство на бившата спиртна фабрика „Камен вачков“ в гр.мездра в пивоварна фабрика. Проекта за преустройства се разработва от проектанската организация „Агропромпроект“ към министерство на земеделието. Инвеститор е ДСП „Винпром“, а след обособяването през 1964 г. на ОДСП „Българско пиво“. Решава се новата фабрика да бъде наречена „Леденика“ – по името на пещерата „Леденика“ край Враца, със символ летящ прилеп. 
Строителството и монтажът на машините и съоръженията започва на 1 януари 1963 г. Преустройството на малцерая се извършва за 14 месеца и на 27.02.1964 г. той е пуснат експлоатация. Преустройството на главния корпус на бившата спиртоварна фабрика, строителството на новите сгради за филтриране на готовото пиво, за пълнене в бутилки и бурета, и за складиране на празния амбалаж и готовата продукция приключва на 24..12.1964 г. На 28.12.1964 г. е извършена първата варка на бира. десетина дни по късно започва редовното производство – по три варки дневно, а впоследствие – по четири за денонощие. На 1.02.1965 г. се пуска в експлоатация новото отделение за филтриране, пълнене, складиране и експедиция. Официалното откриване на фабрика „Леденика“ е на 5.09.1965 г. Фабриката започва да произвежда бира с марката „Леденика“, като се произвеждат четири вида пиво: светло обикновено 10 %, светло 13 % (тип „Пилзен“), тъмно обикновено 12 % и тъмно 18% (тип „Портер“).
Бирата на фабрика „Леденика“ бързо се налага на пазара и производството започва да се увеличава. През 1965 г. са произведени 15 743 000 л. бира, през 1966 г. – 16 500 000 л., през 1967 г. – 19 291 000 л., през 1968 г. – 22 916 000 л., през 1969 г. – 24 963 000 л. и през 1970 г. – 28 460 000 л. Това налага разширение на пивоварната, което започва през 1967 г. Изграждат се нови ферментационни и депозитни съдове, които се пускат в експлоатация от 1.02.1968 г. През 1967 г. е създадена и внедрена и нова технология за производство на специално 12 % светло пиво с трайност 90 дни.
На 1 февруари 1968 г. пивоварната фабрика се преименува в Пивоварен завод „Леденика“ с производствен капацитет 20 млн. литра пиво годишно. 
През 1974 г. производството достига 31 358 000 литра пиво годишно. Пусната е в експлоатация нова пълначна линия с капацитет 6000 бутилки в час. През 1975 г. се доставят и монтират още две линии със същия капацитет. През периода 1975-1979 г., се подменя бутилиращата техника. Доставена е първата българска пълначна линия. Започва строежа на нов малцерай (система „Саладинова касета“) с годишен капацитет 10 000 тона малц. Същият е пуснат в експлоатация през 1978 г. За съхраняване на пивоварния ечемик и малц се построяват силози с осемнадесет клетки и елеваторна кула с авторазтоварище. Влизат в експлоатация механична работилница и хале за зареждане и поддържане на автотранспортното и електрокарно стопанство. Произвеждат се първите количества светло специално пиво 13 %. През 1980 г. се внедрява и производството на оригинално пиво. 
През периода 1971 – 1980 г. производствато на бира се движи в следните граници – през 1971 г. са произведени 28 455 000 л. бира, през 1973 г. – 28 171 000 л., през 1977 г. – 26 048 000 л., през 1978 г. – 25 369 000 л., през 1980 г. – 24 910 000 л.
През 1986 г. започва нова голяма реконструкция на ПЗ „Леденика“. В периода 1986-1992 г., са завършени и пуснати в експлоатация следните обекти: инсталация за миене и пълнене на метални (алуминиеви) бурета с пиво (1986), ново хладилно отделение (1987), нова сграда на Варилния цех и нова шестсъдна чешка варилна инсталация с централен пулт за управление, нова линия за бутилиране на пиво.
През периода 1981 – 1990 г. производствато на бира е както следва – през 1982 г. са произведени 24 872 000 л. бира, през 1984 г. – 23 941 000 л., през 1986 г. – 25 696 000 л., през 1988 г. – 26 294 000 л., през 1990 г. – 28 954 000 л.

### 1990 – 2013
С Решение № 152/06.12.1990 г. на министъра на земеделието и хранителната промишленост се образува фирма с държавно имущество ДФ „Леденика" – гр. Мездра, като правоприемник на активите и пасивите на Пивоварен завод „Леденика" от прекратеното СО „Българско пиво". През 1992 г. фирмата се преобразува в „Леденика“ ЕООД, а през 1996 г. – в „Леденика“ ЕАД.
През 1990-те години модернизацията на производствените мощности продължава. През 1991 г. се пуска в експлоатация нова сграда на варилния цех и нова шестсъдна чешка варилна инсталация с централен пулт за управление, през 1992 г. – нова линия за бутилиране на пиво. През 1993 г. се пускат в експлоатация нови вертикални цилиндрично-конични апарати (ЦКТ), работещи под налягане в атмосфера на въглероден двуокис. Доставят се и се монтират инсталация за развитие и съхранение на пивните дрожди, инсталация за автоматично измиване и дезинфекция на ЦКТ и пивопроводите и инсталация за улавяне и втечняване на отделения при ферментацията въглероден двуокис. Закупени са нов пълначно-затварачен блок „KHS“, етикетираща машина „KRОNES“ и нов платен пастьоризатор „KHS“. Реконструиран е филтъра „ENZINGER“. Монтирани са три линии за бутилиране на пластмасови бутилки от 0,5 до 3 л. (PET-бутилки). С така извършената модернизация капацитетът на завода се повишава на 40 млн. литра готово пиво и 10 хил. тона готов малц. През 1991 г. са произведени 28 983 000 л. бира, през 1992 г. – 23 238 000 л., през 1993 г. – 25 727 000 л.
„Леденика“ ЕАД е раздържавено по метода на работническо мениджърската приватизация. През 1997 г. „Работническо-мениджърско акционерно дружество Леденика“АД печели в конкуренция с израелска фирма обявения търг от Агенцията за приватизация за продажба на 75 % от акциите на дружеството. Цената на сделката е 4.96 млн. USD, които трябва да се изплатят за срок от 10 г. През 1999 г. пивоварната произвежда 55 млн. литра пиво и заема трето място в страната с 6 % пазарен дял.
През 2001 г. приключва строителството и са пуснати в експлоатация собствена парова централа и нова зала на бурепълначното отделение (за КЕГ-ове). Производствената мощност на „Леденика“ достига до 55 – 60 млн. литра годишно.
Работническо-мениджърското дружество изпитва затруднения по изплащане на цената на приватизационната сделка. Затова се приема предложението за сливане на „Леденика“АД с „Варненско пиво“АД, което е собственост на „ММ Холдинг“АД, чиито капитал се контролира от бизнесмена Михаил Михов. През 2004 г. „Леденика“АД и „Варненско пиво“АД се сливат в „Леденика и ММ“АД. Новото дружество произвежда марките и на двете компании, като продажбите се осъществяват чрез друго, също свързано с Михов дружество – „Булбрю“ЕООД. През 2004 г. дейността на завода във Варна е преустановена, заводът е закрит и дружеството произвежда общите марки бира само в пиваварната в гр. Мездра.
През 2004 г. „Леденика и ММ“АД е изключено от Съюза на пивоварите без да бъде обявена причината за решението, което е взето след множество сигнали от компании от Съюза на пивоварите, че дружеството работи с дъмпингови цени.
През 2006-2007 г. са внедрени в производството нови бутилки (NRV) от 0,5 л. и стъклени от 0,33 л. Асортиментът на произвежданите видове бира се увеличава. Усвоено е производството на нов вид светла плодова бира „Belgian style“ с вкус на ябълка. Произвеждат се и светло и специално пиво с марките „ММ“, „Haberman“, „Варна“ и др.
В края на 2009 г. Агенция „Митници“ провежда на територията на пивоварната в Мездра акция под кодовото название „Совите“, при която са задържани 122 000 л бира без платен акциз, а през март 2010 г. лиценза на „Леденика и ММ“ЕАД. През есента на 2010 г. лицензът е върнат, но финансовите проблеми на дружеството се задълбочават. Официален собственик на компанията тогава е „Булбрю“АД, в което акционер с 99% е офшорната компания „Мелавсул инвестмънтс лимитид“.
На 30.03.2011 г. неофициалният собственик на дружеството Михаил Михов е открит мъртъв в стая на хотел „РИУ Ризорт Правец“. След смъртта му управляваната от него империя от фирми рухва. Пивоварната в Мездра спира работа през март 2012 г., като според финансовия отчет има задължения за близо 9 млн. лева. Част от активите на пивоварната се разграбват.
През октомври 2013 г. „Леденика България 1964“ЕООД, собственост на „Литекс Комерс“АД, чиито капитал се контролира от бизнесмена Гриша Ганчев, купува сградите и съоръженията на пивоварната в гр. Мездра и се заема с тежката задача да възобнови производството. През февруари 2014 г. „Леденика и ММ“ЕАД е обявено в несъстоятелност, и през 2015 г. е заличено от търговския регистър.

## История на „Леденика България 1964“ЕООД
Пивоварната традиция в Мездра се продължава от „Леденика България 1964“ЕООД. Дружеството е учредено в София през 2009 г. под името „Баранко Спорт Център“ЕООД, с основен акционер „Литекс Комерс“АД. През 2013 г. дружеството се преименува на „Леденика България 1964“ЕООД.
През 2013 г. „Леденика България 1964“ЕООД придобива производствените мощности в гр. Мездра и търговските марки на „Леденика и ММ“АД и започва реконструкция и възстановяване на пивоварната в гр. Мездра.
През 2013 – 2014 г. се извършва последната реконструкция и модернизация на основни производствени звена. Във варилното отделение е направена реконструкция от фирма MEURA, като всички процеси са напълно автоматизирани. Монтирана е изцяло нова автоматизирана линия за бутилиране на бира в РЕТ бутилки от 0,6 л., 2 л. и 2,5 л. на фирма KRONES. Производството е възстановено и в средата на 2014 г. новата бира „Леденика Специал“ е пусната на българския пазар.

## Марки бира
В портфолиото на „Леденика България 1964“ ЕООД са следните марки бира: „Леденика", „Варна", „ММ", „Хаберман" и „Тракийско пиво".